# مرادمحمد بلوچ
مرادمحمد بلوچ یا بازارصدیق روستایی در دهستان پیشین بخش پیشین شهرستان راسک استان سیستان و بلوچستان ایران است.

## جمعیت
بر پایه سرشماری عمومی نفوس و مسکن در سال ۱۳۹۵ جمعیت این روستا ۳۰ نفر (۱۵خانوار) بوده‌است.